# Campeonato Sergipano de Futebol de 2025
O Campeonato Sergipano de Futebol de 2025 é a 102º edição em 107 anos da divisão principal do campeonato estadual de Sergipe, cujo nome oficial é Campeonato Sergipano da Série A1.
Dez clubes participam do torneio esse ano. O campeonato marca a volta do Guarany-SE, após cinco anos longe da elite, e a estreia do Barra-SE, campeão e vice, respectivamente, da Série A2 de 2024. Após 25 anos a capital conta com três clubes na competição desde o Sergipão de 1999: Confiança (atual campeão estadual), Sergipe e o Falcon, que mudou de sede recentemente. América de Propriá, Carmópolis, Dorense, Itabaiana e Lagarto completam o certame de 2025.
Campeão e vice campeão serão premiados com vagas na Copa do Brasil de 2026 e na Série D de 2026, exceto Confiança e Itabaiana que já têm vaga garantida, ao menos, na Série D de 2026. 
De acordo com o regulamento, a classificação geral do 3º ao 10º colocado será definida pelo somatório de pontos na primeira e terceira fase. Dessa forma, o Lagarto conquistou a vaga para a Série D 2026, mesmo sendo eliminado na segunda fase. 

## Regulamento
Na fase inicial todos os 10 clubes participantes estarão em apenas um grupo e irão se enfrentar em um único turno totalizando 9 jogos. O primeiro colocado se classifica diretamente para as semifinais e para a Copa do Brasil de 2026, enquanto do segundo ao sétimo colocado disputam uma fase de quartas-de-finais com jogos de ida para definir os dois outros classificados para as semifinais, os dois últimos colocados serão rebaixados para a Série A2 de 2026. Os confortos das quartas-de-finais já estão estabelecidos:
2º colocado x 7º colocado
3º colocado x 6º colocado
4º colocado x 5º colocado
O vencedor de cada mata-mata, avança para as semifinais. Os três clubes classificados se juntam ao primeiro colocado da 1ª fase. Nas semifinais serão duas partidas no sistema de ida e volta. A fase final também será no formato de ida e volta. E o vencedor conquista o título do Sergipão. Além da vaga no Brasileiro da Série D, e nas nas Copas do Brasil e Nordeste de 2026.
Os jogos das finais só poderão ser disputados na Arena Batistão, no Etelvino Mendonça e no Barretão. Em ambas as partidas o VAR estará presente.

## Transmissão
Os jogos terão transmissão pela TV e internet, uma partida por rodada  aos sábados no canal TV Atalaia, e um jogo por rodada podendo ser no sábado, domingo ou segunda na TV Aperipê, os demais jogos da rodada serão transmitidos por pay-per-view na ITTV serviço de streaming da empresa itabaianense Itnet. Além das emissoras de rádio do estado de Sergipe.

## Equipes participantes

### Promovidos e rebaixados
| Pos. | Rebaixados da Série A1 de 2024 |
| ---- | ------------------------------ |
| 9º   | Olímpico                       |
| 10º  | Atlético Gloriense             |

| Pos. | Promovidos da Série A2 de 2024 |
| ---- | ------------------------------ |
| 1º   | Guarany-SE                     |
| 2º   | Barra-SE                       |

### Informações das equipes
| Aumento | Equipe promovida da Série A2 de 2024 |

## Estádios

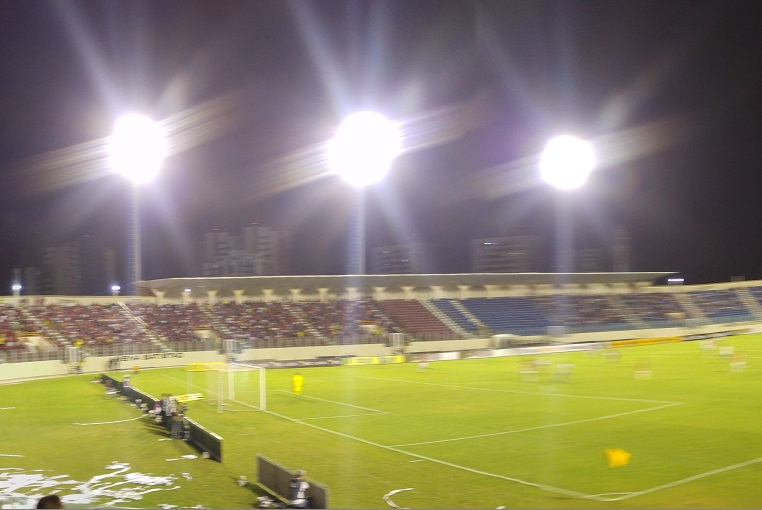
Arena Batistão
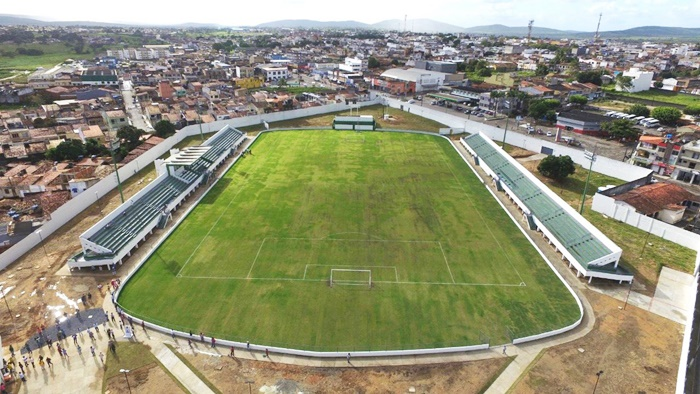
Barretão
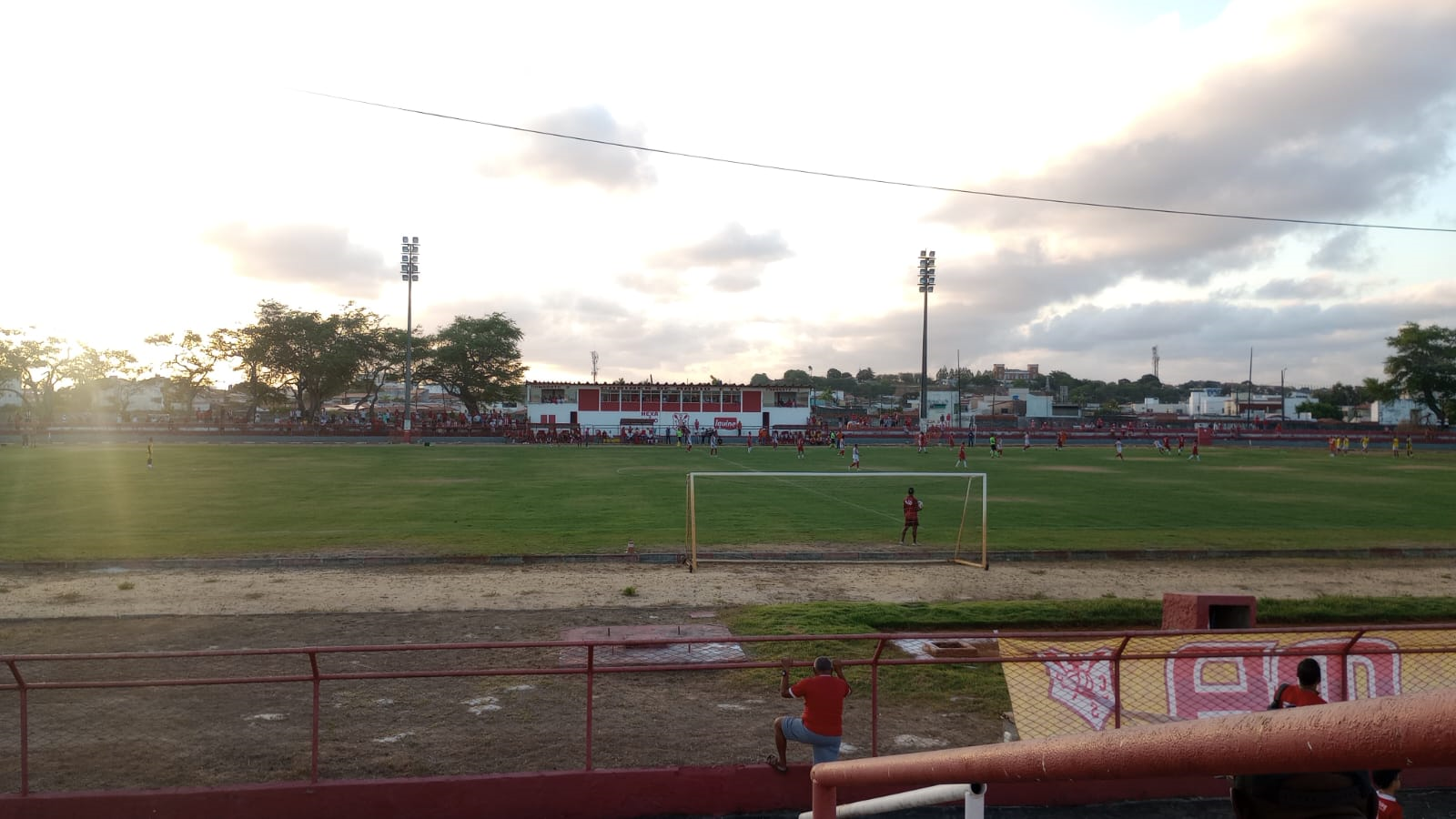
João Hora
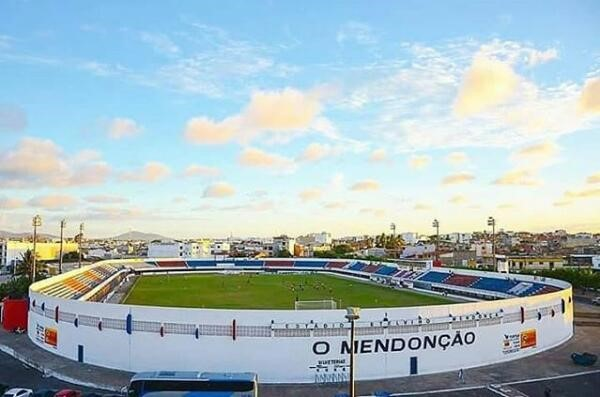
Mendonção

## Primeira fase
| Pos | Equipe             | Pts | J | V | E | D | GP | GC | SG  | Classificação ou descenso  |  | CON | ITA | LAG | AME | GUA | FAL | SER | DOR | BAR | CMP |
| --- | ------------------ | --- | - | - | - | - | -- | -- | --- | -------------------------- |  | --- | --- | --- | --- | --- | --- | --- | --- | --- | --- |
| 1   | Confiança          | 20  | 9 | 6 | 2 | 1 | 26 | 8  | +18 | Semifinal                  |  | —   | 0–0 | 4–0 |     | 5–1 |     | 2–1 |     | 8–1 |     |
| 2   | Itabaiana          | 19  | 9 | 5 | 4 | 0 | 18 | 7  | +11 | Quartas de finais          |  |     | —   |     |     |     | 4–0 | 1–1 | 4–1 | 4–2 | 2–1 |
| 3   | Lagarto            | 17  | 9 | 5 | 2 | 2 | 20 | 8  | +12 | Quartas de finais          |  |     | 0–1 | —   | 2–1 | 4–0 | 3–0 |     | 1–1 |     |     |
| 4   | América de Propriá | 15  | 9 | 4 | 3 | 2 | 10 | 6  | +4  | Quartas de finais          |  | 1–1 | 1–1 |     | —   | 3–0 |     |     | 1–0 |     |     |
| 5   | Guarany-SE         | 13  | 9 | 4 | 1 | 4 | 9  | 19 | −10 | Quartas de finais          |  |     | 1–1 |     |     | —   | 2–0 |     |     | 1–0 | 2–1 |
| 6   | Falcon             | 12  | 9 | 4 | 0 | 5 | 11 | 15 | −4  | Quartas de finais          |  | 1–3 |     |     | 0–1 |     | —   |     |     | 4–0 | 3–2 |
| 7   | Sergipe            | 11  | 9 | 3 | 2 | 4 | 10 | 11 | −1  | Quartas de finais          |  |     |     | 0–4 | 0–1 | 4–0 | 0–1 | —   |     | 1–1 |     |
| 8   | Dorense            | 8   | 9 | 2 | 2 | 5 | 7  | 12 | −5  |                            |  | 2–1 |     |     |     | 1–2 | 0–2 | 0–1 | —   |     | 0–0 |
| 9   | Barra-SE           | 7   | 9 | 2 | 1 | 6 | 8  | 27 | −19 | Rebaixamento para Série A2 |  |     |     | 0–5 | 1–0 |     |     |     | 0–2 | —   | 3–2 |
| 10  | Carmópolis         | 3   | 9 | 0 | 3 | 6 | 10 | 16 | −6  | Rebaixamento para Série A2 |  | 1–2 |     | 1–1 | 1–1 |     |     | 1–2 |     |     | —   |

## Confrontos
Primeira rodada
| 11 de janeiro | Dorense | 0 – 2          | Falcon                                  | Nossa Sra. das Dores                           |  |
| 15:30 (UTC−3) |         | Súmula Borderô | 45+3' Vitor de Lucas · 52' Arthur Alves | Estádio: Ariston Azevedo Público: 335 pagantes |  |

| 11 de janeiro | Sergipe          | 1 – 1          | Barra-SE         | Aracaju                                       |  |
| 16:00 (UTC−3) | Lucas Straub 85' | Súmula Borderô | 30' Thauã Santos | Estádio: Arena Batistão Público: 903 pagantes |  |

| 11 de janeiro | Lagarto                               | 2 – 1          | América de Propriá | Lagarto                                 |  |
| 18:00 (UTC−3) | Ronan Nunes 45+1' · Miller Chaves 55' | Súmula Borderô | 76' Elimar Lucas   | Estádio: Barretão Público: 178 pagantes |  |

| 11 de janeiro | Itabaiana                               | 2 – 1          | Carmópolis          | Itabaiana                                  |  |
| 20:15 (UTC−3) | Matheus Leite 4' (pen) · Joao Pedro 30' | Súmula Borderô | 43' Everton Batista | Estádio: Mendonção Público: 1 019 pagantes |  |

| 13 de janeiro | Confiança                                                                                          | 5 – 1          | Guarany-SE            | Aracaju                                         |  |
| 19:00 (UTC−3) | Andre Lima 13' (pen) · Rodrigo Araujo 21' · Breyner Ospino 63' · Ronald Reis 84' · Luiz Otavio 85' | Súmula Borderô | 71' (pen) Ryan Antoni | Estádio: Arena Batistão Público: 2 928 pagantes |  |

Segunda rodada
| 14 de janeiro | América de Propriá        | 1 – 0          | Dorense | Propriá                                       |  |
| 15:30 (UTC−3) | Jonathan Rafael 68' (pen) | Súmula Borderô |         | Estádio: Durval Feitosa Público: 317 pagantes |  |

| 15 de janeiro | Carmópolis         | 1 – 2          | Sergipe                                        | Aracaju                                       |  |
| 20:00 (UTC−3) | Carlos Eduardo 45' | Súmula Borderô | 34' Claudivan Bezerra · 43' Leonardo Fernandes | Estádio: Arena Batistão Público: 728 pagantes |  |

| 16 de janeiro | Falcon            | 1 – 3          | Confiança                                                       | Aracaju                                         |  |
| 19:00 (UTC−3) | Carlos Daniel 31' | Súmula Borderô | 13' Rodrigo Araujo · 23' Fabio Calonego · 14' Thiago dos Santos | Estádio: Arena Batistão Público: 2 080 pagantes |  |

| 22 de janeiro | Guarany-SE      | 1 – 1          | Itabaiana       | Porto da Folha                              |  |
| 15:30 (UTC−3) | João Marcos 24' | Súmula Borderô | 7' Wendel Rosas | Estádio: Caio Feitosa Público: 515 pagantes |  |

| 23 de janeiro | Barra-SE | 0 – 5          | Lagarto                                                                                    | Lagarto                                 |  |
| 20:00 (UTC−3) |          | Súmula Borderô | 14' João Vitor · 28' Miller Chaves · 38' Rhuan Allan · 40' Ronan Nunes · 85' Natanael Lima | Estádio: Barretão Público: 688 pagantes |  |

Terceira rodada
| 18 de janeiro | Dorense | 0 – 0          | Carmópolis | Nossa S. das Dores                             |  |
| 15:30 (UTC−3) |         | Súmula Borderô |            | Estádio: Ariston Azevedo Público: 295 pagantes |  |

| 18 de janeiro | Lagarto                                                                   | 4 – 0          | Guarany-SE | Lagarto                                 |  |
| 16:00 (UTC−3) | Rhuan Dourado 37' · Ronan Nunes 55' · Joao Marcos 74' · Natanael Lima 79' | Súmula Borderô |            | Estádio: Barretão Público: 706 pagantes |  |

| 19 de janeiro | Itabaiana        | 1 – 1          | Sergipe      | Itabaiana                                  |  |
| 16:00 (UTC−3) | Wendel Rosas 28' | Súmula Borderô | 57' Reny Max | Estádio: Mendonção Público: 3 250 pagantes |  |

| 20 de janeiro | Falcon                                                                          | 4 – 0          | Barra-SE | Aracaju                                       |  |
| 19:00 (UTC−3) | Everson Silva 2' · Raul de Oliveira 49' · Raul de Oliveira 60' · David Luiz 87' | Súmula Borderô |          | Estádio: Arena Batistão Público: 168 pagantes |  |

| 29 de janeiro | América de Propriá     | 1 – 1          | Confiança         | Propriá                                       |  |
| 15:30 (UTC−3) | Aldair Evangelista 80' | Súmula Borderô | 86' Valdir Junior | Estádio: Durval Feitosa Público: 562 pagantes |  |

Quarta rodada
| 25 de janeiro | América de Propriá     | 1 – 1          | Itabaiana      | Propriá                                       |  |
| 15:30 (UTC−3) | Aldair Evangelista 11' | Súmula Borderô | 55' João Vitor | Estádio: Durval Feitosa Público: 347 pagantes |  |

| 25 de janeiro | Sergipe | 0 – 1          | Falcon          | Aracaju                                         |  |
| 16:00 (UTC−3) |         | Súmula Borderô | 30' Lucas Lopes | Estádio: Arena Batistão Público: 1 167 pagantes |  |

| 26 de janeiro | Guarany-SE           | 1 – 0          | Barra-SE | Porto da Folha                              |  |
| 15:30 (UTC−3) | Franknelis Alves 66' | Súmula Borderô |          | Estádio: Caio Feitosa Público: 354 pagantes |  |

| 26 de janeiro | Lagarto             | 1 – 1          | Dorense             | Lagarto                                   |  |
| 16:00 (UTC−3) | Bruno Gonçalves 70' | Súmula Borderô | 64' Jeferson Santos | Estádio: Barretão Público: 1 226 pagantes |  |

| 26 de janeiro | Carmópolis               | 1 – 2          | Confiança                                  | Aracaju                                         |  |
| 16:00 (UTC−3) | Nixon Darlanio 24' (pen) | Súmula Borderô | 73' Lucicarlos Santos · 78' Fabio Calonego | Estádio: Arena Batistão Público: 1 081 pagantes |  |

Quinta rodada
| 1 de fevereiro | Dorense | 0 – 1          | Sergipe              | Nossa S. das Dores                             |  |
| 15:30 (UTC−3)  |         | Súmula Borderô | 90+3' Adriano Barros | Estádio: Ariston Azevedo Público: 637 pagantes |  |

| 1 de fevereiro | Itabaiana                                                                          | 4 – 0          | Falcon | Itabaiana                                  |  |
| 16:00 (UTC−3)  | João Vitor 16' · Gabriel Henrique 53' · Sandoval Vicente 64' · Wendel Nogueira 71' | Súmula Borderô |        | Estádio: Mendonção Público: 1 735 pagantes |  |

| 2 de fevereiro | América de Propriá                                                          | 3 – 0          | Guarany-SE | Propriá                                       |  |
| 15:30 (UTC−3)  | Aldair Evangelista 56' · Jonathan Rafael 64' (pen) · Aldair Evangelista 69' | Súmula Borderô |            | Estádio: Durval Feitosa Público: 306 pagantes |  |

| 2 de fevereiro | Confiança                                                                            | 4 – 0          | Lagarto | Aracaju                                         |  |
| 17:00 (UTC−3)  | Andre da Silva 6' · Rodrigo Araujo 42' · Breyner Carmilo 69' · Lucicarlos Santos 90' | Súmula Borderô |         | Estádio: Arena Batistão Público: 2 737 pagantes |  |

| 3 de fevereiro | Barra-SE                                                    | 3 – 2          | Carmópolis                              | Lagarto                                |  |
| 16:00 (UTC−3)  | Ronaldo Santos 61' · Helber Henrique 75' · Ismael Lucas 82' | Súmula Borderô | 46' Marcelo Felipe · 70' Marcelo Felipe | Estádio: Barretão Público: 12 pagantes |  |

Sexta rodada
| 8 de fevereiro | Dorense         | 1 – 2          | Guarany-SE                                   | Nossa S. das Dores                             |  |
| 15:30 (UTC−3)  | Lucas Silva 69' | Súmula Borderô | 1' Jerfesson de Santana · 89' Pedro Henrique | Estádio: Ariston Azevedo Público: 283 pagantes |  |

| 8 de fevereiro | Lagarto | 0 – 1          | Itabaiana      | Lagarto                                   |  |
| 16:00 (UTC−3)  |         | Súmula Borderô | 55' João Vitor | Estádio: Barretão Público: 1 819 pagantes |  |

| 9 de fevereiro | Barra-SE            | 1 – 0          | América de Propriá | Lagarto                                |  |
| 16:00 (UTC−3)  | Andrey da Paixão 7' | Súmula Borderô |                    | Estádio: Barretão Público: 15 pagantes |  |

| 9 de fevereiro | Confiança                                   | 2 – 1          | Sergipe      | Aracaju                                         |  |
| 18:00 (UTC−3)  | Ronald dos Reis 73' · Lucicarlos Santos 81' | Súmula Borderô | 25' Reny Max | Estádio: Arena Batistão Público: 8 579 pagantes |  |

| 10 de fevereiro | Falcon                                                 | 3 – 2          | Carmópolis                                   | Aracaju                                       |  |
| 16:00 (UTC−3)   | Arthur Alves 10' · Lucas Lopes 87' · Lucas Lopes 90+1' | Súmula Borderô | 50' Thierry Domingos · 62' Vanderley Gonzaga | Estádio: Arena Batistão Público: 131 pagantes |  |

Sétima rodada
| 15 de fevereiro | Guarany-SE                                      | 2 – 0          | Falcon | Porto da Folha                              |  |
| 15:30 (UTC−3)   | Rayamersson da Silva 73' · Paulo Henrique 90+3' | Súmula Borderô |        | Estádio: Caio Feitosa Público: 533 pagantes |  |

| 15 de fevereiro | Carmópolis            | 1 – 1          | América de Propriá | Nossa S. das Dores                            |  |
| 15:30 (UTC−3)   | Vanderley de Lima 90' | Súmula Borderô | 45' Michel Soares  | Estádio: Ariston Azevedo Público: 15 pagantes |  |

| 15 de fevereiro | Confiança | 8 – 1          | Barra-SE            | Aracaju                                         |  |
| 16:00 (UTC−3)   | Adryan dos Santos 25' · Rodrigo Araujo 42' · Breyner Carmilo 57' · Fabio Calonego 60' (pen) · Ronald dos Reis 64' · Lucicarlos Santos 72' · Ronald dos Reis 85' · Lucicarlos Santos 88' | Súmula Borderô | 17' (pen) Caio Lima | Estádio: Arena Batistão Público: 1 585 pagantes |  |

| 16 de fevereiro | Itabaiana                                                                               | 4 – 1             | Dorense                 | Itabaiana          |  |
| 16:00 (UTC−3)   | Jackson Bernardo 46' · Jackson Bernardo 55' · Gabriel Santiago 88' · Wendel Rosas 90+4' | Súmula [ Borderô] | 63' Edivanio dos Santos | Estádio: Mendonção |  |

| 16 de fevereiro | Sergipe | 0 – 4          | Lagarto                                                                       | Aracaju                                         |  |
| 16:00 (UTC−3)   |         | Súmula Borderô | 15' Rhuan Allan · 20' Natanael Lima · 48' Natanael Lima · 84' Romulo Oliveira | Estádio: Arena Batistão Público: 1 251 pagantes |  |

Oitava rodada
| 22 de fevereiro | Carmópolis               | 1 – 1          | Lagarto        | Nossa S. das Dores                            |  |
| 15:30 (UTC−3)   | Felipe do Nascimento 70' | Súmula Borderô | 4' Ronan Nunes | Estádio: Ariston Azevedo Público: 57 pagantes |  |

| 22 de fevereiro | Barra-SE | 0 – 2          | Dorense                                  | Lagarto                                |  |
| 15:30 (UTC−3)   |          | Súmula Borderô | 27' Jeferson Santos · 81' Everton Amador | Estádio: Barretão Público: 29 pagantes |  |

| 22 de fevereiro | Sergipe                                                                                    | 4 – 0          | Guarany-SE | Aracaju                                       |  |
| 16:00 (UTC−3)   | Pedro Henrique 1' · Leonardo Fernandes 31' (pen) · Pedro Henrique 55' · Reny Max 74' (pen) | Súmula Borderô |            | Estádio: Arena Batistão Público: 713 pagantes |  |

| 23 de fevereiro | Confiança | 0 – 0          | Itabaiana | Aracaju                                         |  |
| 16:00 (UTC−3)   |           | Súmula Borderô |           | Estádio: Arena Batistão Público: 3 650 pagantes |  |

| 24 de fevereiro | Falcon | 0 – 1          | América de Propriá   | Aracaju                                       |  |
| 15:30 (UTC−3)   |        | Súmula Borderô | 4' Renato dos Santos | Estádio: Arena Batistão Público: 137 pagantes |  |

Nona rodada
| 1 de março    | Dorense                                  | 2 – 1          | Confiança             | Nossa S. das Dores                             |  |
| 15:30 (UTC−3) | Antonio Luis 21' (pen) · Lucas Silva 37' | Súmula Borderô | 13' Lucicarlos Santos | Estádio: Ariston Azevedo Público: 683 pagantes |  |

| 1 de março    | Guarany-SE                               | 2 – 1          | Carmópolis        | Porto da Folha                              |  |
| 15:30 (UTC−3) | João Marcos 34' · Alanderson Serafim 51' | Súmula Borderô | 85' Brendon Lucas | Estádio: Caio Feitosa Público: 596 pagantes |  |

| 1 de março    | Lagarto                                                  | 3 – 0          | Falcon | Lagarto                                   |  |
| 16:00 (UTC−3) | Ronan Nunes 2' · Romulo Oliveira 16' · Naylhor Bispo 21' | Súmula Borderô |        | Estádio: Barretão Público: 1 145 pagantes |  |

| 1 de março    | Sergipe | 0 – 1          | América de Propriá    | Aracaju                                       |  |
| 16:00 (UTC−3) |         | Súmula Borderô | 45+1' Carlos Henrique | Estádio: Arena Batistão Público: 563 pagantes |  |

| 1 de março    | Itabaiana                                                                                | 4 – 2             | Barra-SE                                  | Itabaiana          |  |
| 16:00 (UTC−3) | Jackson Bernardo 10' · Luis Fernando 59' · Carlos Afonso 72' · Kesley Jamerson 81' (pen) | Súmula [ Borderô] | 42' Ronaldo Santos · 45+1' Ronaldo Santos | Estádio: Mendonção |  |

## Desempenho por rodada
Posições de cada clube por rodada;
| Rodada ↓ | AMÉ | BAR | CAR | CON | DOR | FAL | ITA | GUA | LAG | SER |
| -------- | --- | --- | --- | --- | --- | --- | --- | --- | --- | --- |
| 1ª       | 7   | 5   | 8   | 1   | 9   | 2   | 4   | 10  | 3   | 6   |
| 2ª       | 6   | 8   | 9   | 1   | 10  | 5   | 3   | 7   | 2   | 4   |
| 3ª       | 6   | 10  | 7   | 2   | 8   | 3   | 4   | 9   | 1   | 5   |
| 4ª       | 5   | 10  | 9   | 2   | 8   | 3   | 4   | 7   | 1   | 6   |
| 5ª       | 5   | 7   | 10  | 1   | 9   | 3   | 4   | 8   | 2   | 6   |
| 6ª       | 5   | 7   | 10  | 1   | 9   | 2   | 3   | 8   | 4   | 3   |
| 7ª       | 6   | 8   | 9   | 1   | 10  | 4   | 2   | 5   | 3   | 7   |
| 8ª       | 5   | 8   | 10  | 1   | 9   | 4   | 2   | 7   | 3   | 6   |
| 9ª       | 4   | 9   | 10  | 1   | 8   | 6   | 2   | 5   | 3   | 7   |

| Semifinal do Sergipano de 2025 Quartas de finais do Sergipano de 2025 Rebaixados para á Série A2 de 2026 |

## Segunda Fase
| 5 de março    | Itabaiana                                 | 2 – 0          | Sergipe | Itabaiana                                  |  |
| 20:30 (UTC−3) | Gabriel Santiago 24' · Leilson Dantas 32' | Súmula Borderô |         | Estádio: Mendonção Público: 3 070 pagantes |  |

| 5 de março    | Lagarto | 0 – 0 (2 – 4 pen.) | Falcon | Lagarto                                   |  |
| 20:30 (UTC−3) |         | Súmula Borderô     |        | Estádio: Barretão Público: 1 044 pagantes |  |

| 5 de março    | América de Propriá | 1 – 0          | Guarany-SE | Propriá                                       |  |
| 15:15 (UTC−3) | Danilo Moura 38'   | Súmula Borderô |            | Estádio: Durval Feitosa Público: 437 pagantes |  |

## Fase final
Em itálico as equipes que possuem o mando de campo no primeiro jogo; em negrito as equipes vencedoras.
|  | Semifinais         | Semifinais | Semifinais | Semifinais |   |           | Final | Final | Final | Final |
|  |                    |            |            |            |   |           |       |       |       |       |
|  | América de Propriá | 1          | 0          | 1          |   |           |       |       |       |       |
|  | Itabaiana          | 1          | 1          | 2          |   |           |       |       |       |       |
|  | Itabaiana          | 1          | 1          | 2          |   | Itabaiana | 1     | 1     | 2     |       |
|  |                    |            |            |            |   | Itabaiana | 1     | 1     | 2     |       |
|  |                    | Confiança  | 2          | 1          | 3 |           |       |       |       |       |
|  | Falcon             | Confiança  | 2          | 1          | 3 | 1         | 0     | 1     |       |       |
|  | Falcon             |            |            |            |   | 1         | 0     | 1     |       |       |
|  | Confiança          | 2          | 3          | 5          |   |           |       |       |       |       |

### Semifinais
Chave 1
| 9 de março Ida | América de Propriá | 1 – 1          | Itabaiana        | Propriá                                       |  |
| 15:30          | Michel Soares 45'  | Súmula Borderô | 41' Wendel Rosas | Estádio: Durval Feitosa Público: 882 pagantes |  |

| 15 de março Volta | Itabaiana            | 1 – 0  | América de Propriá | Itabaiana          |  |
| 16:00             | Jackson Bernardo 88' | Súmula |                    | Estádio: Mendonção |  |

Chave 2
| 8 de março Ida | Falcon              | 1 – 2          | Confiança                              | Aracaju                                         |  |
| 16:00          | Ueslei Raimundo 43' | Súmula Borderô | 18' (pen) André Lima · 46' Ronald Reis | Estádio: Arena Batistão Público: 1 498 pagantes |  |

| 16 de março Volta | Confiança                                                 | 3 – 0          | Falcon | Aracaju                                         |  |
| 16:00             | Ronald Reis 17' · Luiz Otavio 29' · Lucicarlos Santos 88' | Súmula Borderô |        | Estádio: Arena Batistão Público: 3 955 pagantes |  |

### Final
| 22 de março Ida                       | Itabaiana        | 1 – 2  | Confiança                                       | Itabaiana                                      |  |
| 16:30                                 | Wendel Rosas 22' | Súmual | 3' Lucicarlos Santos · 68' Matheus da Conceição | Estádio: Mendonção Árbitro: SE Marcel Phillipe |  |
| \| \| Itabaiana \| \| Confiança \| \| |                  |        |                                                 |                                                |  |
|                                       | Itabaiana        |        | Confiança                                       |                                                |  |

| 29 de março Volta | Confiança | 1 – 1   | Itabaiana | Aracaju                                          |  |
| 16:30             |           | Borderô |           | Estádio: Arena Batistão Público: 11 906 pagantes |  |

## Público
Maiores Públicos Pagantes
Estes são os dez maiores públicos pagantes do campeonato, sem considerar as partidas com portões fechados
| N.º | Público | Mandante  | Placar | Visitante  | Estádio         | Data      | Rodada            | Ref.   |
| --- | ------- | --------- | ------ | ---------- | --------------- | --------- | ----------------- | ------ |
| 1   | 8.519   | Confiança | 2–1    | Sergipe    | 9 de fevereiro  | 6ª Rodada | Arena Batistão    | [ 6 ]  |
| 2   | 3.650   | Confiança | 0–0    | Itabaiana  | 23 de fevereiro | 8ª Rodada | Arena Batistão    | [ 7 ]  |
| 3   | 3.250   | Itabaiana | 1–1    | Sergipe    | 19 de janeiro   | 3ª Rodada | Etelvino Mendonça | [ 8 ]  |
| 4   | 2.928   | Confiança | 5–1    | Guarany-SE | 13 de janeiro   | 1ª Rodada | Arena Batistão    | [ 9 ]  |
| 5   | 2.737   | Confiança | 4–0    | Lagarto    | 2 de fevereiro  | 5ª Rodada | Arena Batistão    | [ 10 ] |

Menores Públicos Pagantes
Estes são os dez menores públicos pagantes do campeonato, sem considerar as partidas com portões fechados
| N.º | Público | Mandante | Placar | Visitante          | Estádio            | Data      | Rodada          | Ref.   |
| --- | ------- | -------- | ------ | ------------------ | ------------------ | --------- | --------------- | ------ |
| 1   | 12      | Barra-SE | 3–2    | Carmópolis         | 3 de fevereiro     | 5ª Rodada | Barretão        | [ 11 ] |
| 2   | 15      | Barra-SE | 1–0    | América de Propriá | 9 de fevereiro     | 6ª Rodada | Barretão        | [ 12 ] |
| 3   | 131     | Falcon   | 3–2    | Carmópolis         | 10 de de fevereiro | 6ª Rodada | Ariston Azevedo | [ 13 ] |
| 4   | 168     | Falcon   | 4–0    | Barra-SE           | 20 de de janeiro   | 3ª Rodada | Ariston Azevedo | [ 14 ] |
| 5   | 178     | Lagarto  | 2–1    | América de Propriá | 11 de janeiro      | 1ª Rodada | Barretão        | [ 15 ] |

Médias de público
Estas são as médias de público dos clubes no campeonato. Considera-se apenas os jogos da equipe como mandante e o público pagante:
| Pos.  | Time               | Média | Total  | Mandos | Maior | Menor |
| ----- | ------------------ | ----- | ------ | ------ | ----- | ----- |
| 1     | Confiança          | 3.896 | 19.479 | 5      | 8.579 | 1.585 |
| 2     | Itabaiana          | 2.001 | 6.004  | 3      | 3.250 | 1.019 |
| 3     | Sergipe            | 1.008 | 4.034  | 4      | 1.251 | 713   |
| 4     | Lagarto            | 982   | 3.929  | 4      | 1.819 | 178   |
| 5     | Carmópolis         | 904   | 1.808  | 2      | 1.080 | 728   |
| 6     | Falcon             | 793   | 2.379  | 3      | 2.080 | 131   |
| 7     | Guarany-SE         | 434   | 869    | 2      | 515   | 354   |
| 8     | Dorense            | 387   | 1.550  | 4      | 637   | 283   |
| 9     | América de Propriá | 383   | 1.532  | 4      | 562   | 306   |
| 10    | Barra-SE           | 238   | 715    | 3      | 688   | 12    |
| Total | Total              | 1.244 | 42.299 | 34     | 8.579 | 12    |

## Premiação
| Campeão Sergipano de 2025         |
| Sergipe                           |
| --------------------------------- |
| Confiança Bicampeão (24.º título) |

## Classificação geral
| Pos | Equipe             | Pts | J  | V | E | D | GP | GC | SG  | Classificação ou descenso                                            |
| --- | ------------------ | --- | -- | - | - | - | -- | -- | --- | -------------------------------------------------------------------- |
| 1   | Confiança          | 30  | 13 | 9 | 3 | 1 | 34 | 11 | +23 | Campeão e classificado à Copa do Brasil 2026 e Copa do Nordeste 2026 |
| 2   | Itabaiana          | 24  | 13 | 6 | 6 | 1 | 22 | 11 | +11 | Vice-campeão e classificado à Copa do Brasil 2026                    |
| 3   | Lagarto            | 17  | 9  | 5 | 2 | 2 | 20 | 8  | +12 | Eliminado na segunda fase e classificado à Série D 2026              |
| 4   | América de Propriá | 16  | 11 | 4 | 4 | 3 | 11 | 8  | +3  | Eliminado na semifinal                                               |
| 5   | Guarany-SE         | 13  | 9  | 4 | 1 | 4 | 9  | 19 | −10 | Eliminado na segunda fase                                            |
| 6   | Falcon             | 12  | 11 | 4 | 0 | 7 | 12 | 20 | −8  | Eliminado na semifinal                                               |
| 7   | Sergipe            | 11  | 9  | 3 | 2 | 4 | 10 | 11 | −1  | Eliminado na segunda fase                                            |
| 8   | Dorense            | 8   | 9  | 2 | 2 | 5 | 7  | 12 | −5  |                                                                      |
| 9   | Barra-SE           | 7   | 9  | 2 | 1 | 6 | 8  | 27 | −19 | Rebaixados para a Série A2 de 2026                                   |
| 10  | Carmópolis         | 3   | 9  | 0 | 3 | 6 | 10 | 16 | −6  | Rebaixados para a Série A2 de 2026                                   |

## Técnicos
| Equipe             | Técnico                                                          |
| ------------------ | ---------------------------------------------------------------- |
| América de Propriá | Marcel Henrique (1ª—)                                            |
| Barra-SE           | Marcelo Melo (1ª—)                                               |
| Carmópolis         | Jorge Jeferson (1ª—)                                             |
| Confiança          | Waguinho Dias (1ª—)                                              |
| Dorense            | Givanildo Sales (1ª—3ª) Pedrinho (4ª—6°) Elenilson Silva (7°—9°) |
| Falcon             | Jaelson Marcelino (1ª—)                                          |
| Guarany-SE         | (1ª—)                                                            |
| Itabaiana          | Roberto Cavalo(1ª—)                                              |
| Lagarto            | Marcio Roberto (1ª—)                                             |
| Sergipe            | Ailton Silva (1ª—)                                               |